# 島津貴敦
島津 貴敦（しまづ たかあつ）は、江戸時代後期の薩摩藩士。大隅郡垂水領主。藩主一門垂水島津家14代当主。

## 経歴
天保3年（1832年）5月14日、一門垂水家島津貴典の長男として生まれる。幼名は小源太。安政3年（1856年）、貴典が隠居して家督を相続した。
文久3年（1863年）5月、藩主島津斉彬の命で領内洲崎に台場を建設する。同年8月、薩英戦争に出陣して戦功があった。明治元年（1868年）、戊辰戦争にも家老町田案山子率いる小銃隊を出陣させ、このときの功績により、孫の貴暢が明治30年（1897年）に男爵に叙されている。
明治2年（1869年）8月、版籍奉還により垂水領を返上して士族となる。明治9年（1876年）5月15日、家督を貴徳に譲る。明治23年（1890年）9月20日、死去。